# Лентовка
Лентовка (баш. Лентовка) — деревня в Чишминском районе Республики Башкортостан Российской Федерации. Входит в состав Енгалышевского сельсовета. 

## География

### Географическое положение
Расстояние до:
- районного центра (Чишмы): 40 км,
- центра сельсовета (Енгалышево): 3 км,
- ближайшей ж/д станции (Юматово): 17 км.

## Население
| 2002 | 2009 | 2010 |
| ---- | ---- | ---- |
| 27   | ↗28  | ↘21  |

Национальный состав
Согласно переписи 2002 года, преобладающие национальности — русские (41 %), мордва-эрзяне (41 %).